# 4393 Dawe
4393 Dawe este un asteroid din centura principală, descoperit pe 7 noiembrie 1978 de Eleanor Helin și Schelte Bus.